# Crassula susannae
Crassula susannae är en fetbladsväxtart som beskrevs av Werner Rauh och Friedrich. Crassula susannae ingår i släktet krassulor, och familjen fetbladsväxter. Inga underarter finns listade i Catalogue of Life.

## Bildgalleri

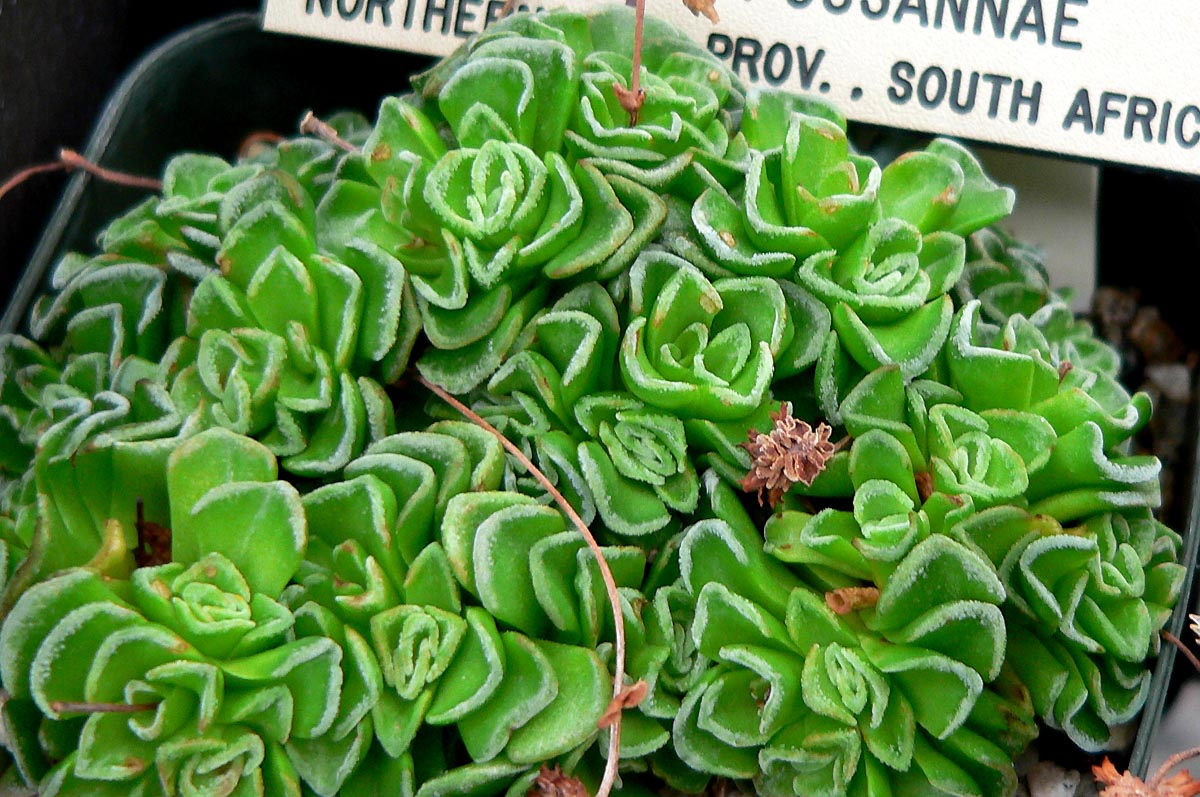